# Кемарська Марія Семенівна
Марія Семенівна Кемарська (нар. 23 лютого 1924 р., с. Новоолександрівка Старобільської округи (нині Біловодський район Луганської обл.) — листопад 2005) — заслужений зоотехнік УРСР, начкон Новоолександрівського кінного заводу № 64 протягом багатьох років.
З 1960 року розпочато роботу з новоолександрівським типом російського ваговозу. Роботу було спрямовано на трансформування типу в нову породу. Це було зафіксовано планами селекційно-племінної роботи.

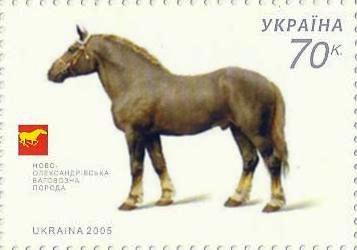

Разом з Марією Кемарською над новою породою працювали  Д. А. Волков та А. А. Калантар.